# Oxtangara
Oxtangara (Loxigilla portoricensis), även kallad puertoricofink, är en fågel i familjen tangaror inom ordningen tättingar. Den förekommer enbart på Puerto Rico i Västindien.

## Utseende och läte
Oxtangaran är en karakteristiskt tecknad finkliknande fågel i svart och rött med kraftiga konformade näbbar. Adulta fåglar är kolsvarta med rött på strupe, hjässa och undergump. Ungfåglar är brunaktiga med orange på undergumpen. Sången består vanligen av tre till fem visslade toner följt av ett tunt och strävt "zzzzz". Bland lätena hörs ett mjukt "chup" och visslade "chew-wee".

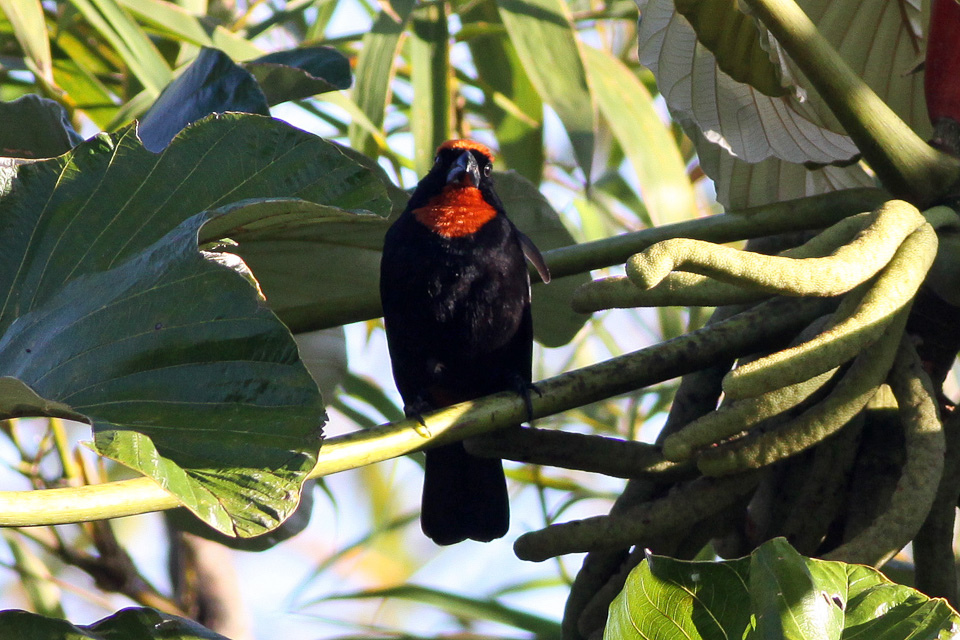

## Utbredning och systematik
Oxtangaran förekommer endast på Puerto Rico. Tidigare inkluderades utdöda saintkittstangaran (Melopyrrha grandis) som underart.

### Släktestillhörighet
Arten placerades tidigare i släktet Loxigilla. DNA-studier visar dock att den står nära kubatangaran i släktet Melopyrrha och förs numera allt oftare dit.

### Familjetillhörighet
Liksom andra finkliknande tangaror placerades denna art tidigare i familjen Emberizidae. Genetiska studier visar dock att den är en del av tangarorna.

## Levnadssätt
Oxtangaran hittas i tät skog och i buskmarker. Den hörs ofta innan man får syn på den.

## Status
Oxtangaran har ett begränsat utbredningsområde och minskar i antal, så pass att internationella naturvårdsunionen IUCN kategoriserar den som sårbar. Beståndet är dock fortfarande relativt stort, uppskattat till mellan 60 000 och 100 000 vuxna individer.